# Émile Barrière
Pour les articles homonymes, voir Barrière.
 (juin 2011).
Émile Barrière, né à Toulouse (Haute-Garonne) le 15 février 1902 et disparu dans l'océan Atlantique sud le 10 février 1936, est un aviateur français.

## Jeunesse
Il fait ses études au lycée de Toulouse, en classe préparatoire du lycée Louis-le-Grand à Paris et intègre Polytechnique en 1922. À sa sortie de polytechnique en 1924, il effectue son service militaire à Avord dans l’aviation.

## Carrière
Marcel Moine recrute Émile Barrière en tant qu’ingénieur aéronautique dans ses bureaux d’études de la Société industrielle des avions Latécoère (SIDAL) où il reste quatre ans. 
À la fin de 1927, Daurat décide d’envoyer à Rio de Janeiro une équipe de pilotes et d’ingénieurs ayant fait leur preuve: Thomas, Brédrignan, Pivot, Rozes, Négrin, encadrés par Julien Pranville et Émile Barrière. Ils sont chargés de mettre en place les lignes Latécoère en Amérique du Sud. Emile Barrière entre alors à la Compagnie générale aéropostale en mars 1928, en tant que chef des ateliers de révision à Rio de Janeiro jusqu'en juillet 1929, date à laquelle il part à Buenos Aires pour y créer l’atelier central des lignes Latécoère pour toute l’Amérique du Sud. Il s’y illustre en mettant en place le montage des avions Laté 26, puis Laté 28 et leur mise en service rapide sur le réseau sud-américain. 
En 1930, à la suite du décès tragique de Julien Pranville, Emile Barrière prend la direction de l’exploitation pour l’Amérique du Sud. Pour son plaisir personnel, il prend des cours de pilotage au cours de l’année 1932. Il effectue son premier vol en solo en novembre 1932 et obtint son brevet de pilote début 1933. Au moment de sa disparition, il totalise 1 000 heures de vol effectuées soit en qualité de chef des ateliers, puis de directeur des services, soit à titre personnel.
Émile Barrière organise le réseau, les installations, la logistique et assure la maintenance des avions, dirige les révisions de l’Arc en Ciel et la mise en service des nouveaux Latécoère, Potez ou Breguet. À la création d’Air France en octobre 1933, Émile Barrière devient directeur du réseau d’Amérique du Sud de la compagnie Air France.

## Disparition en vol
En février 1936, il a préparé techniquement 70 traversées lorsqu’il embarque le 10 février 1936 pour la France à bord de l’hydravion Latécoère 301 « Ville de Buenos Aires ». Le « Ville de Buenos Aires » effectue sa quatrième traversée dans le sens Natal – Dakar. À la hauteur des rochers de Saint-Pierre et Saint-Paul, le radio signale que l’appareil navigue à 300 mètres, dans la pluie. Rapidement le « Ville de Buenos Aires » ne répond plus et disparaît avec à son bord les pilotes Ponce et Parayre, le navigateur Maret, le radio Lothelier, Émile Barrière et Alexandre Collenot,, le célèbre mécanicien de Jean Mermoz.

## Distinctions
- Émile Barrière est cité à l’ordre de la nation le 25 février 1936 et nommé dans l’Ordre national de la Légion d'honneur le 10 avril 1936[7].

## Rue
- Une rue porte son nom dans le Midi de la France à Toulouse[8].